# Langschopf-Hornvogel

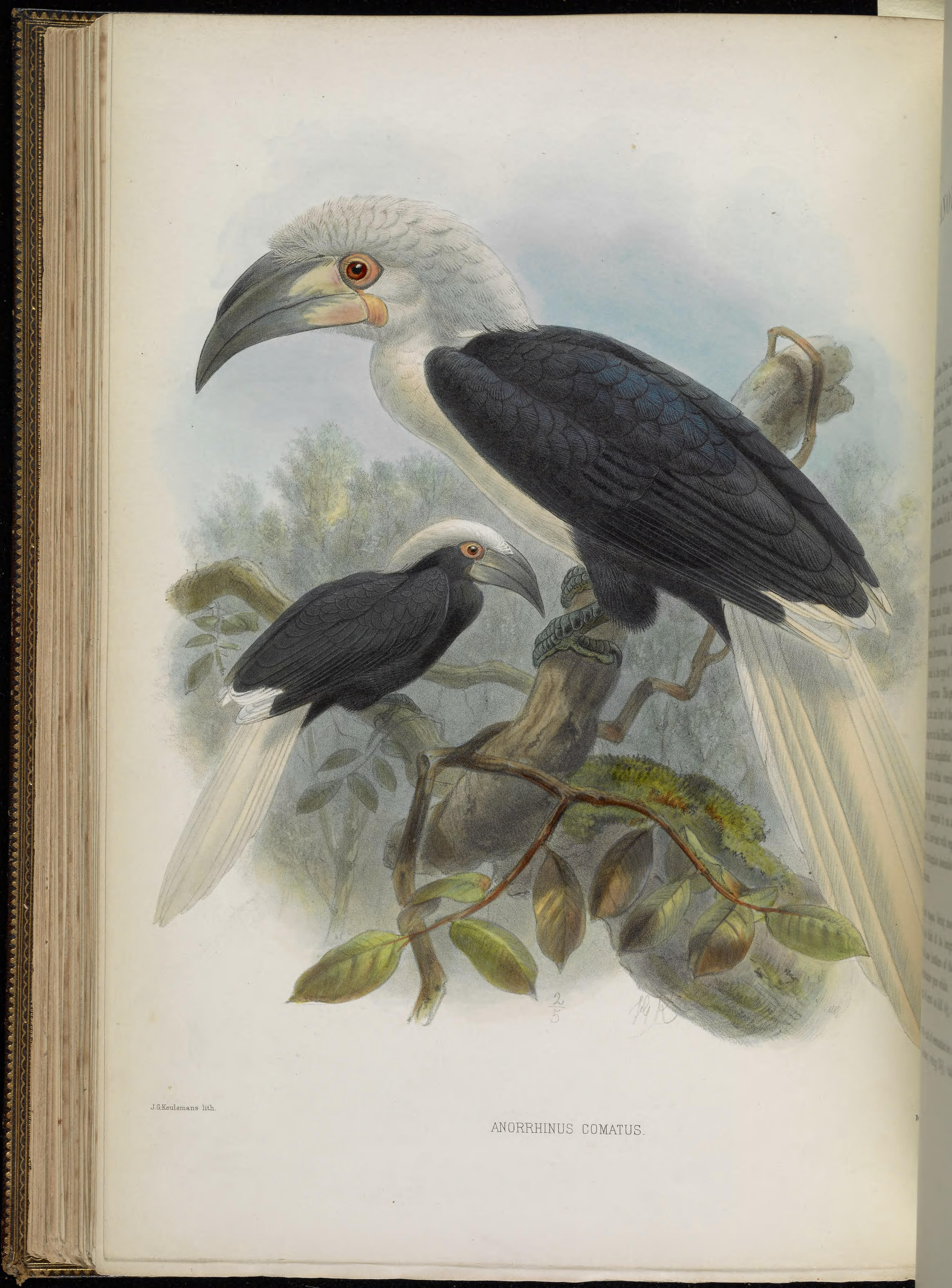
Langschopf-Hornvögel, Illustration

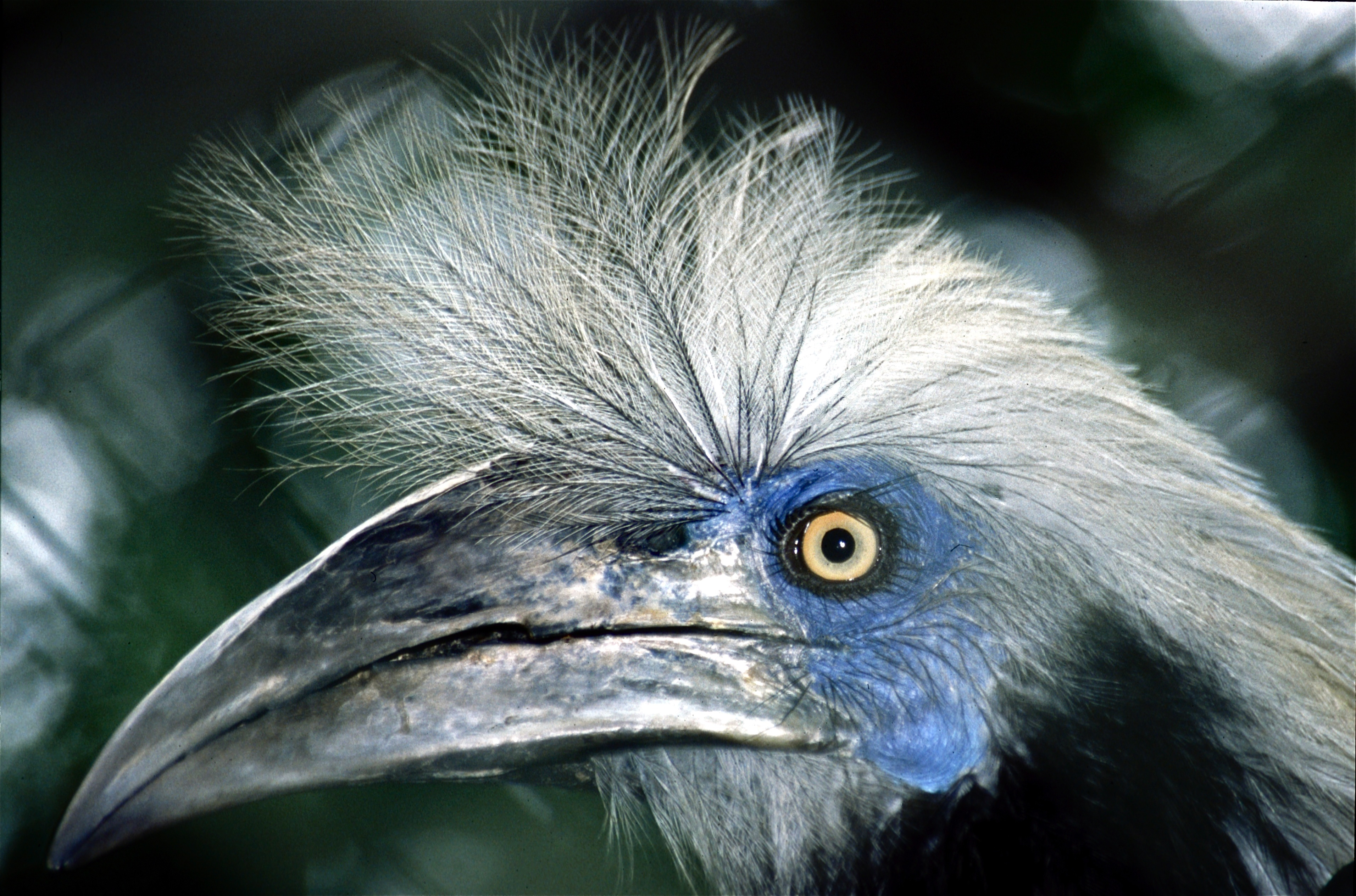
Langschopf-Hornvogel, Weibchen, Nahaufnahme. Gut sichtbar die schwarzen Federschäfte.

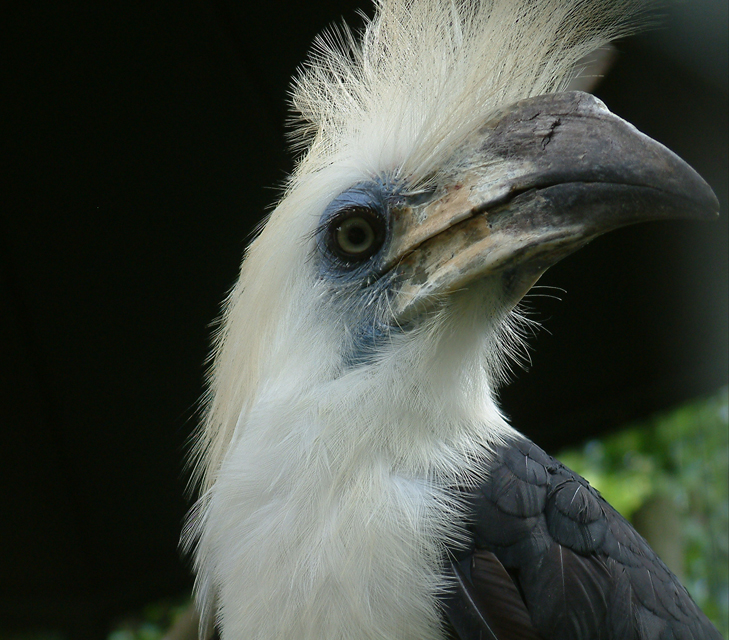
Langschopf-Hornvogel, Männchen, Nahaufnahme.

Der Langschopf-Hornvogel (Berenicornis comatus) ist eine Vogelart aus der Familie der Nashornvögel, die in Südostasien vorkommt.
Die Bestandssituation des Langschopf-Hornvogels wurde 2018 in der Roten Liste gefährdeter Arten der IUCN als „Endangered (EN)“ = „stark gefährdet“ eingestuft.

## Erscheinungsbild
Der Langschopf-Hornvogel ist ein großer Nashornvogel mit einer Körperlänge zwischen 75 und 80 Zentimeter. Auf den Schwanz entfallen beim Männchen durchschnittlich 42,6 Zentimeter, der Schwanz des Weibchens ist mit 41,7 Zentimeter etwas kleiner. Der Schnabel ist beim Männchen durchschnittlich 16,5 Zentimeter lang, der des Weibchens ist mit durchschnittlich 14,8 Zentimeter etwas kürzer. Der Geschlechtsdimorphismus bei dieser Art ist so ausgeprägt, dass die Geschlechter auch bei Feldbeobachtungen unterschieden werden können.

### Erscheinungsbild des Männchens
Der Kopf, der Hals, die Brust, der Schwanz und die Spitzen der Schwingen sind weiß. Der Rücken, die Flügel, die Schenkel, der Bauch und die Unterschwanzdecken sind schwarz. Das Gefieder der Körperoberseite hat einen metallisch grünen Schimmer. Die Federn des Scheitels sind zu einer Federhaube verlängert. Die Steuerfedern sind gestuft. Der Schnabel und der niedrige Schnabelfirst sind schwärzlich mit einer grünlich-gelben Schnabelbasis. Die nackte Haut um das Auge und der nackte Kehlfleck sind mattblau. Die Augen sind blassgelb, die Beine und die Füße sind schwarz.

### Merkmale des Weibchens und der Jungvögel
Die adulten Weibchen haben ein Körpergefieder, das dem der Männchen weitgehend gleicht. Bei den Weibchen ist jedoch nur die Federhaube weiß und bei vielen Individuen weist die Federhaube außerdem schwarze Federschäfte auf. Die Wangen, der Hals und die Körperunterseite sind schwarz.
Bei den Jungvögeln zeigen beide Geschlechter zunächst ein Körpergefieder, das keinem der adulten Vögel gleicht. Kopf, Hals und Körperunterseite sind schwarz, viele der Federn haben eine weiße Spitze, was den Jungvögeln ein geschecktes Aussehen gibt. Die Schwanzfedern sind schwarz mit ausgeprägten weißen Spitzen, der Schnabel ist gelb. Die nackte Gesichtshaut ist grau mit einem türkisfarbenen Ton. Die Augen sind grüngelb, die Beine und die Füße sind grau.
Bei subadulten Langschopf-Hornvögeln haben die Männchen eine reinweiße Federhaube. Die subadulten Weibchen weisen in der Federhaube schwarze Federschäfte aus und haben an den Steuerfedern einen größeren Weißanteil.

## Verbreitungsgebiet und Lebensraum
Das Verbreitungsgebiet des Langschopf-Hornvogels erstreckt sich von Myanmar über den Südwesten Thailands, die Malaiische Halbinsel, Sumatra und Borneo.
Der Langschopf-Hornvogel kommt bevorzugt in immergrünem Primärwald in Höhenlagen bis 900 Meter vorn. Sehr selten ist er auch noch in Höhenlagen bis 1680 Meter anzutreffen. In Wäldern der Tiefebenen hält er sich bevorzugt an Waldstellen mit dichtem Kletterpflanzenbewuchs auf. Er kommt außerdem entlang von Wasserläufen, an Waldrändern und auch in selektiv eingeschlagenen Waldstücken vor. Dort, wo Ölpalmplantagen direkt an Wald angrenzt, kommt er auch in solchen Plantagen vor.
Der Langschopf-Hornvogel kann mit kleinen Flecken Primärwald auskommen, wenn dieser von Sekundärwald umgeben ist.

## Lebensweise
Der Langschopf-Hornvogel ist ein Standvogel, der in Trupps lebt, die gemeinsam ein Revier verteidigen. Diese Trupps umfassen gewöhnlich zwischen drei bis acht Individuen, bei denen es sich um ein Paar mit einem bis drei Helfern und einigen Jungvögeln handelt. Es werden gelegentlich auch Trupps beobachtet, die deutlich größer sind. Dabei handelt es sich nach Alan Kemp entweder um Gruppen, die in einer territorialen Auseinandersetzung aufeinandertreffen oder um zufälliges Aufeinandertreffen von Gruppen in einem besonders reichhaltig fruchttragenden Baum. Sowohl das Paar als auch die Helfer zeigen durch Rufen das Revier an und verteidigen auch die Reviergrenzen. Dabei nehmen die Hornvögel eine Drohhaltung ein, indem sie sich gegen den Eindringling wenden, die Flügel öffnen, die Steuerfedern spreichen und den Schnabel senken. Die Gruppen sind dann besonders groß, wenn Früchte reichlich vorhanden ist.
Der Flug des Langschopf-Hornvogels ist anders als bei vielen anderen großen Nashornvögeln kaum vernehmbar. Die Trupps halten untereinander mit leisen Gluckslauten, die an Hühner erinnern, untereinander Kontakt. Nach jetzigem Erkenntnisstand haben Langschopf-Hornvögel Ruhebäume, zu denen sie regelmäßig zurückkehren.

## Nahrung
Langschopf-Hornvögel nutzen den gesamten Waldbereich für ihre Nahrungssuche. Wenn sie auch im obersten Wipfelbereich von Urwaldriesen anzutreffen sind, finden sie einen großen Teil ihrer Nahrung im unteren Wipfelbereich oder am Boden. Während der Nahrungssuche stochern sie zwischen Epiphyten, reißen Rinde von den Bäumen oder öffnen Kapselfrüchten. Sie wurden auch bereits dabei beobachtet, wie sie langsam fliegende Salangane im Flug fingen.
Tierisches Protein spielt in der Ernährung von Langschopf-Hornvögeln eine große Rolle. Sie fressen Gliederfüßer und kleine Wirbeltiere, darunter Schlangen, Eidechsen und kleine Vögel. Sie fressen daneben aber auch Früchte. Feigen scheinen keine so große Rolle in ihrer Ernährung wie dies bei anderen Nashornvögeln der Fall ist.

## Fortpflanzung
Langschopf-Hornvögel sind monogame Vögel. Es brütet das dominante Paar, das von den Helfern in einem kooperativen Brutsystem unterstützt wird. Über die Fortpflanzungsbiologie ist nur sehr wenig bekannt. Wie alle Nashornvögel sind auch Langschopf-Hornvögel Höhlenbrüter. Sie nutzen natürliche Baumhöhlen. Es wird von der Gruppe nur je ein Jungvogel großgezogen. Dieser wird noch sechs Monate nach seinem Flüggewerden von den Elternvögeln oder den Helfern gefüttert.

## Systematik
Der Langschopf-Hornvogel wurde ursprünglich in die Gattung Aceros eingeordnet. Mittlerweile wird er in die monotypische Gattung Berenicornis gestellt. Mit der Gattung Aceros teilt er den Geschlechtsdimorphismus, aber die Steuerfedern sind lang und gestuft, die Federhaube sonst so nicht bei anderen Arten der Gattung Acres anzutreffen. Die nackte Gesichtshaut ist nicht sehr ausgedehnt, der Kehlsack ist nicht aufblasbar. Darüber hinaus weisen die Jungvögel ein deutlich anderes Gefieder als die adulten Vögel auf.

## Langschopf-Hornvogel und Mensch
Für das Volk der Kayan auf Borneo ist der Langschopf-Hornvogel ein wichtiger Omenvogel.

## Einzelbelege
1. 1 2  
Berenicornis comatus in der Roten Liste gefährdeter Arten der IUCN 2016. Eingestellt von: BirdLife International, 2016. Abgerufen am 3. Oktober 2017.
2. 1 2 3  Kemp: The Hornbills - Bucerotiformes. S. 210.
3. 1 2  Kemp: The Hornbills - Bucerotiformes. S. 211.
4. 1 2  Kemp: The Hornbills - Bucerotiformes. S. 212.
5. ↑  Kemp: The Hornbills - Bucerotiformes. S. 209.